# Канафани, Гассан
Гасса́н Канафа́ни (араб. غسان كنفاني‎ Ghassān Kanafānī; 9 апреля 1936, Акко, Палестина — 8 июля 1972, Бейрут, Ливан) — палестинский писатель и политический деятель, марксист, член руководства Народного фронта освобождения Палестины, признанного террористической организацией в США, ЕС и Израиле, автор программы НФОП, в которой был обозначен переход организации на марксистские позиции. Как писатель широко известен своими произведениями не только в арабском мире, но и за его пределами. Помимо написанных им рассказов, романов и пьес, он знаменит также благодаря своей публицистике и политической активности. Сам он указывал на неразделимость своих политических взглядов и творческой деятельности.
Благодаря Канафани в 60-е годы XX века появляется термин «литература сопротивления». Это понятие относится к творчеству палестинских писателей, которые создавали свои произведения после образования государства Израиль. Главной темой их рассказов был протест против «сионистской колонизации» Палестины, страдания палестинского народа, его борьба за образование собственного государства и стремление изгнать оккупантов. Сам Гассан Канафани был одним из активных участников движения сопротивления и его идеологов: через деятельность в политических партиях и свои художественные произведения писатель способствовал росту патриотизма в народных массах и подъёму национального самосознания. Самой важной отличительной чертой произведений Канафани является взаимосвязь между реальными политическими и историческими событиями и художественно-литературным творчеством. В творчестве писателя преобладает реалистическое направление, однако он испытал и глубокое влияние модернизма.

## Биография
Жизненный и творческий путь Гассана Канафани типичен для многих палестинских деятелей культуры и литературы. Он родился в городе Акко в среднеобеспеченной семье мусульман-суннитов. В детстве Канафани посещал французскую миссионерскую школу, пока не был вынужден вместе со всей семьей покинуть Палестину в 1948 году во время первой арабо-израильской войны. Его семья на какое-то время останавливается в Ливане, затем переезжает в Дамаск, где будущий писатель оканчивает школу и в 1952 году получает сертификат преподавателя от Ближневосточного агентства ООН по оказанию помощи палестинским беженцам. В том же году Гассан Канафани поступает в Дамасский университет на отделение арабской литературы, но не завершает курс обучения: в 1955 году его исключают за участие в организации «Движение арабских националистов».
В 1955 году в поисках заработка он отправляется в Кувейт, где в течение последующих восьми лет работает учителем в начальной школе и редактором газеты «Движения арабских националистов „ар-Рай“» («Мнение»). В Кувейте он сочиняет свои первые рассказы и занимается изучением марксизма. В 1960 году Канафани переезжает в Бейрут, где становится сотрудником газеты «аль-Хуррийа» («Свобода»), но в 1962 году он был вынужден оставить эту должность в связи с отсутствием у него необходимых официальных документов. Канафани становится главным редактором газеты «аль-Мухаррир» («Освободитель») и её еженедельного приложения «Палестина». В 1963 году выходит в свет его самая известная повесть «Люди под солнцем», переведенная на многие иностранные языки.
За значительный вклад писателя в арабскую литературу, превосходное изображение действительности и внутреннего мира героев в 1966 году он был награждён Ливанской премией по литературе, а в 1975 году — посмертно — Премией Лотоса, присуждаемой Конференцией афроазиатских писателей. Именно он впервые выдвинул термин «литература сопротивления» в своих работах, посвященных палестинской литературе периода израильской оккупации, вышедших в свет в 1966 и 1968 годах.
В 1967 году Канафани принимает участие в образовании «Народного фронта Освобождения Палестины», который появился как радикальное марксистское ответвление распавшейся к тому времени организации «Движение арабских националистов». В 1969 году Канафани основывает печатное издание новой организации «аль-Хадаф» («Цель») и становится её главным редактором. Являясь официальным представителем и членом политбюро «Народного фронта», писатель неоднократно заявлял о своей приверженности «делу Палестины» и активно участвовал в общественных работах.
Гассан Канафани погиб 9 июля 1972 года от взрыва бомбы в собственной машине. О причине его смерти существуют разные версии. Согласно самой распространенной из них, он был убит в результате взрыва, организованного агентами Моссада после «Бойни в аэропорту Лод», совершённой 30 мая 1972 года террористами «Красной армии Японии» с помощью НФОП. В результате теракта в аэропорту были убиты 24 человека, среди которых было «16 католиков — паломников из Пуэрто-Рико и 7 израильтян. Еще 78 человек получили ранения […] К несчастью, совершенно случайно с ним в машине оказалась его 17-летняя племянница». Впоследствии Моссад взял на себя ответственность за убийство: «Моссад, израильская разведслужба, в конечном итоге взял на себя ответственность за смерть "боевика, который никогда не стрелял из оружия", как написал в некрологе один палестинский интеллектуал».

## Творчество
Перу Гассана Канафани принадлежат несколько сборников рассказов, самые известные — «Смерть в кровати номер 12» (1961, переведён как № 12 умер), «Земля печального апельсина» (1963), «О мужчинах и ружьях» (1968) и «Мир не для нас» (1970). Во вступлении к рассказу Канафани «Дети Палестины» Дж. Хайяр пишет: «произведения малой прозы этого автора выражают взгляд палестинцев на конфликт на Ближнем Востоке. Являясь результатом опыта десятилетий изгнания и борьбы, он воплощается в рассказах как прямо, так и опосредованно, с помощью системы символов». Именно эта напряженная взаимосвязь между реальными политическими и историческими событиями и художественно-литературным творчеством — отличительная черта рассказов Канафани. Произведения малого жанра позволяют обозначить одну из важных особенностей его творческого почерка: пристальное внимание к структуре произведения, искусное описание необычайного происшествия, неожиданный поворот событий.
Помимо рассказов перу Канафани принадлежат романы, пьесы и литературно-критические труды: «Палестинская литература сопротивления периода оккупации 1948—1968 годов», «Литература сопротивления в оккупированной Палестине» и «Сионистская литература», первое издание которой вышло в свет в 1966 году. Он также широко известен на родине как автор политических статей, посвященных ситуации в арабском мире. Самые известные его романы и повести, принесшие ему популярность и славу — это «Люди под солнцем» (1962 год), «Что вам осталось» (1966 год), «Умм Саад» (1969 год) и «Возвращение в Хайфу» (1970 год). Основной темой его творчества становятся события, происходящие на его родине — в Палестине. Избранная тема обусловила выбор сюжетов и индивидуальных характеров персонажей. Главными героями его рассказов становятся отдельные палестинцы или целые семьи. Писатель описывает проблему палестинского народа, его бегства или вынужденного ухода с родной земли, положение переселенцев в арабских странах, в которых они так и не смогли найти себе новый дом.
В «Люди под солнцем» автор обращается к теме беженцев, тщетно пытающихся найти место в новом окружении после исхода из Палестины в 1948 году. Центральными персонажами романа являются трое палестинцев, которые собираются нелегально пересечь границу между Ираком и Кувейтом, а также палестинец-шофер, соглашающийся перевезти их туда на своем грузовике. Во время проверок на границе шофер прячет своих пассажиров в пустой, раскалившейся на солнце цистерне. Уловка срабатывает только в первом пункте, где проверка занимает всего несколько минут; на следующей заставе шофер задерживается дольше, и спрятанные в цистерне люди погибают от жары и отсутствия воздуха.
Шофер выбрасывает трупы на свалку, забрав у них деньги и документы. Таким образом, им не удается ни заработать денег, ни даже остаться в живых. В своей смерти они остаются такими же неимущими чужестранцами, как и при жизни.
Роман «Что вам осталось» повествует о трагической судьбе брата и сестры, живущих в лагере палестинских беженцев в секторе Газа; в этом произведении автор обратился к модернистским техникам. Шестнадцатилетний юноша Хамид узнает, что его старшая сестра Мариам беременна от Закарии — женатого человека, отца пятерых детей. Ситуация вызывает у него чувство глубокого отвращения, поскольку сестра запятнала «честь семьи», а её возлюбленным оказался предатель, выдавший израильским солдатам лидера местного сопротивления. Главный герой отправляется в Иорданию, где надеется вновь встретиться с матерью, которую он потерял во время бегства из Яффо много лет тому назад. В пустыне Хамид сбивается с пути, неожиданно встречает израильского солдата и захватывает его в плен. Он не может договориться с евреем, поскольку ни один из них не знает языка другого. Мириам, оставшаяся в Газе, проводит бессонную ночь в ожиданиях вести от Хамида. Муж не разделяет её беспокойства, требует, чтобы она избавилась от ребёнка, угрожая разводом. Доведенная до исступления Мириам убивает его. Через предательство Закарии, выдавшего израильтянам местного лидера сопротивления, автор обнажает одну из причин поражения палестинского движения, а именно — трусость и малодушие отдельных людей, отсутствие единства среди арабов, которое приводит к непоправимым последствиям.
За этот роман в 1966 году Гассан Канафани был награждён Ливанской премией по литературе. Манера письма отличается многоголосием, фрагментарностью и символизмом, в том числе и через нечеловеческих персонажей: Время и Пустыню. Вероятно, на произведение повлияло творчество Уильяма Фолкнера, прежде всего роман «Шум и ярость», в 1963 году переведённый на арабский язык и привлёкший к себе внимание в арабском мире. Канафани сам признавал влияние: «...я глубоко восхищен его романом "Шум и ярость". Говорят, мой роман "Что вам осталось" — дань этому восхищению; думаю, это верно... На меня Фолкнер оказал очень сильное влияние...»
Среди других известных произведений писателя — повесть «Возвращение в Хайфу». В ней повествуется об арабской семье, вынужденной покинуть Хайфу в 1948 году во время военных действий и оставившей по воле обстоятельств новорожденного сына. Через двадцать лет у героев появляется возможность приехать на родину, взглянуть на свой дом. Их сын оказался жив. Его приютила семья польских беженцев, которым власти передали этот дом после бегства хозяев. Он предстает перед потрясенными родителями в форме израильского офицера. У него новое имя — Дов, вместо прежнего, арабского, Халдун. Его воспитали в еврейской семье, в еврейских традициях и в иудейской вере. На мгновение у матери появляется отчаянная надежда на возвращение сына, но отец понимает, что это невозможно. «Нет больше Халдуна, мы потеряли его», — говорит он и мечтает, чтобы его второй сын, Халед, оставшийся на Западном берегу реки Иордан, ушёл в «партизанский отряд».
Канафани оставил три незаконченных романа — «Возлюбленный» (начат в 1966 году), «Слепой и глухой» (относится к периоду до 1970 года) и «Апрельские анемоны» (предположительно начат незадолго до смерти). Неоконченный роман «Возлюбленный» тематически и стилистически напоминает произведение «Что вам осталось». Узнаваемое сходство проявляется на уровне сюжета: действие происходит в горах и сельских районах Палестины в 1930-е годы и вращается вокруг бегства молодого палестинца от вооруженных сил Британского мандата. Для того чтобы успешно скрыться, беглец многократно меняет имя и биографию, и если первоначальная конфронтация с властями представляется политически мотивированной, то потом характер главного героя обретает авантюрные черты. Любовные интриги, убийства, — все это придает образу героя жизненное правдоподобие и глубину. Важной темой в романе «Слепой и глухой» становится смерть бога: по сюжету слепой и глухой беженцы отправляются на могилу святого, которая, по слухам, исцеляет болезни, и у которой виден лик святого. Слепой не способен увидеть «лик», поэтому он пытается его потрогать, и в итоге «лик» оказывается грибом, издали напоминавшим голову. Смерть божественного через некоторое время становится «победой» для палестинцев, однако в итоге она тускнеет, и в дальнейшей борьбе становится необходимой ненависть к святому.
В романе «Умм Саад», рассказе «Пирожное на мостовой» Канафани описывает повседневную жизнь и быт в лагерях беженцев в сопредельных арабских странах. Грязь, нищета, отсутствие элементарных бытовых условий становятся нормой жизни для сотен тысяч людей. Невозможность устроиться на работу, скученность, холод зимой — все это приводит к озлоблению людей, вынуждает молодежь уходить в подполье, участвовать в военных организациях. От безысходности, трагедий на бытовой почве взрослые сходят с ума, а дети вынуждены с раннего возраста подрабатывать уличными торговцами.
Часто в произведениях Канафани фигурирует тема раскола внутри самого палестинского лагеря. В рассказе «Всегда со мной» автор пишет: «В то время все люди делились на три группы: одни борцы, другие — пассивно выжидавшие и третьи — предатели». Герой рассказа «Письмо из Тира» обращается к руководителям палестинского движения, обвиняя их в том, что это «они потеряли Палестину» и вынудили людей покинуть родину. «Они не умеют управлять войсками», — говорит герой, указывая на то, что ответственность за поражения арабских армий целиком лежит на их командирах. В рассказе «Человек, который не умер» Канафани описывает события, благодаря которым стало возможным создание государства Израиль: продажу земли арабскими собственниками в руки еврейских поселенцев. Сюжет произведения наглядно демонстрирует, что образование Израиля было прямым следствием несогласованных действий и безответственных поступков самих палестинцев.

### Рассказы
- Смерть койки № 12 (араб. موت سرير رقم 12‎, в рус. переводе «№ 12 умер», 1961)
- Земля печального апельсина (أرض البرتقال الحزين‎, 1963)
- Этот мир не для нас (عالم ليس لنا‎, 1965)
- О мужчинах и винтовках (عن الرجال والبنادق‎, 1968)
- Другая вещь, или Кто убил Лейлу Хаик (الشئ الأخر أو من قتل ليلى حائك‎, 1980)
- Украденная рубашка и другие рассказы (القميص المسروق وقصص أخرى‎, 1982)

### Повести и романы
- Люди под солнцем[англ.] (رجال في الشمس‎, 1963)
- Что вам осталось (ما تبقى لكم‎, 1966)
- Умм Саад[англ.] (أم سعد‎, 1970)
- Возвращение в Хайфу[англ.] (عائد إلى حيفا‎, 1970)
- Возлюбленный (العاشق‎)
- Слепой и глухой (الأعمى والأطرش‎, 1972)
- Апрельские абрикосы (برقوق نيسان‎, 1972)
- Маленькая свечка (القنديل الصغير‎)

### Пьесы
- Дверь (الباب‎, 1964)
- Шляпа и пророк (القبعة والنبي‎, 1973)
- Мост в вечность (جسر إلى الأبد‎, 1978)

### Литературная критика
- Литература сопротивления в оккупированной Палестине 1948—1966 (أدب المقاومة في فلسطين المحتلة 1948–1966‎, 1966)
- О сионистской литературе (في الأدب الصهيوني‎, 1967)
- Палестинская литература сопротивления в оккупации 1948—1968 (الأدب الفلسطيني المقاوم تحت الاحتلال 1948–1968‎, 1968)

### Публицистика
- Сопротивление и его сложные проблемы (араб. المقاومة ومعضلاتها‎, 1970)
- Революция 1936—1939 гг. в Палестине[5] (ثورة 1936-39 في فلسطين‎, 1974)

### Переводы на русский язык
- Люди под солнцем: сборник/пер. с арабск. — М.: Радуга, 1984. — 344 с.
  - Повести: Возвращение в Хайфу, Люди под солнцем, Что вам осталось, Слепой и глухой, Умм Саад;
  - Рассказы: Всегда со мной, № 12 умер, Середина января, Пирожное на мостовой, За горизонтом, Автомат, Земля печальных апельсинов, Охота на предателя, Дядюшка Абу Осман.